# Edward Seymour (Lord Beauchamp)
Pour les articles homonymes, voir Edward Seymour.
Edward Seymour, Lord Beauchamp, de Trappe (21 septembre 1561 – 21 juillet 1612) est un prétendant au trône d'Angleterre par sa mère, mais dont la légitimité est remise en question.

## Origines
Il est le fils d'Edward Seymour (1er comte d'Hertford) (1539-1621), et de sa femme, Catherine Grey (morte en 1568), la sœur cadette de Jeanne Grey, "La reine de neuf jours". Son grand-père Edward Seymour (1er duc de Somerset) est exécuté en 1552 et déchu de ses titres pendant le règne de son neveu le roi Édouard VI (1547-1553). Son père est cependant re-élevé à la pairie en 1559 par la reine Élisabeth Ire (1558-1603), comme baron de Beauchamp, de Trappe et comte de Hertford. Il est connu sous le titre de courtoisie de "Lord Beauchamp".
Il nait dans la Tour de Londres, où sa mère est emprisonnée pour avoir épousé son père contre la volonté de la reine Élisabeth Ire. Sa mère est déjà enceinte quand elle entre dans la Tour. Les enfants du couple sont considérés comme illégitimes, aucune preuve du mariage ne pouvant être produite.

## Prétendant au trône
A la mort d'Élisabeth Ire en 1603, Edward est le premier héritier qualifié, conformément à la volonté du roi Henri VIII, qui stipule que l'aîné de la ligne de la dynastie Stuart, descendu de Marguerite Tudor, doit être écarté en faveur de la branche cadette, les descendants de Marie Tudor. Pourtant la succession se fait en faveur de l'aîné de la ligne, le roi Jacques VI d'Écosse qui monte sur le trône anglais et unit les deux couronnes. 

## Le mariage et les enfants
Edward épouse Honora Rogers, fille de Richard Rogers (c. 1527 – 1605) de Bryanston, Dorset, député de Dorset , en 1572, et de son épouse Cecilia Luttrell, fille de Andrew Luttrell (1484-1538), baron féodal de Dunster de Dunster Castle dans le Somerset. Honora est la sœur d'Andrew Rogers (d.vers 1599), député, de Bryanstone, qui plus tôt a épousé (sa seconde épouse), la tante de Lord Beauchamp, Lady Mary Seymour (née en 1552). Son père est fermement opposé au mariage et envoie un certain George Ludlow pour discuter de la situation avec la famille Rogers. Le couple a trois fils et trois filles:
- Edward Seymour, Lord Beauchamp (1586-1618), qui épouse Anne Sackville, fille de Robert Sackville (2e comte de Dorset). Il décède avant son grand-père, le 1er comte de Hertford, et sans descendance.
- William Seymour (2e duc de Somerset) (1588-1660) et 2e comte de Hertford, qui, en 1660, retrouve finalement le duché qui avait été accordé à son grand-père Edward Seymour (1er duc de Somerset) (c. 1500 – 1552).
- Francis Seymour (1er baron Seymour de Trowbridge) (c. 1590 – 1664), le grand-père de Francis Seymour (5e duc de Somerset) (1658-1678) et de son jeune frère, Charles Seymour, 6e duc de Somerset (1662-1748), "L'Orgueilleux Duc".
- Honora Seymour (bef. 1594-1620), épouse de Ferdinando Sutton, fils de Edward Sutton (5e baron Dudley).
- Anne Seymour
- Mary Seymour

## La mort et la succession
Il décède avant son père, le 1er comte de Hertford, et est remplacé dans le titre de courtoisie par son fils aîné Edward Seymour, Lord Beauchamp (1586-1618), qui décède également avant le 1er comte. C'est donc son deuxième fils, William Seymour, qui, en 1621, succède à son grand-père, comme 2e Comte de Hertford et, en 1660, est restauré 2e duc de Somerset.